# Genetta abyssinica
Genetta abyssinica là một loài động vật có vú trong họ Cầy, bộ Ăn thịt. Loài này được Rüppell mô tả năm 1836.

## Hình ảnh

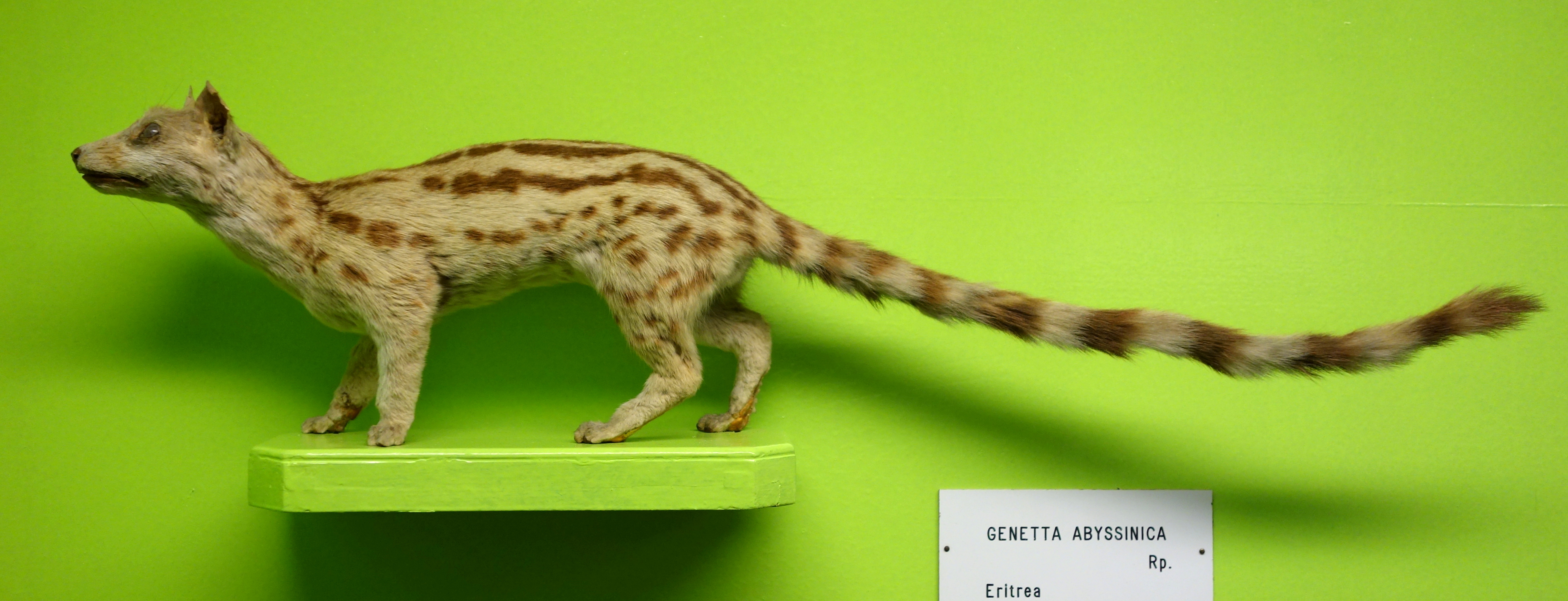